# Friend's Friend's Friend
Friend's Friend's Friend è il secondo album degli Audience, pubblicato dalla Charisma Records nel maggio del 1970.

## Tracce
Brani composti da Howard Alexander Werth e Trevor Williams, tranne dove indicato
Lato A
1. Nothing You Do – 4:38
2. Belladonna Moonshine – 2:40
3. It Brings a Tear – 2:55
4. Raid – 8:44 (Keith Gemmell, Tony Connor)

Lato B
1. Right on Their Side – 5:24
2. Ebony Variations – 5:29 (Howard Werth, Keith Gemmell, Tony Connor, Trevor Williams)
3. Priestess – 6:14 (Keith Gemmell, Tony Connor)
4. Friend's Friend's Friend – 3:28

Edizione CD del 1992, pubblicato dalla Charisma Records
1. Nothing You Do – 4:38 (H. Werth, T. Williams)
2. Belladonna Moonshine – 2:40 (H. Werth, T. Williams)
3. It Brings a Tear – 2:55 (H. Werth, T. Williams)
4. Raid – 8:44 (K. Gemmell, T. Connor)
5. Right on Their Side – 5:24 (H. Werth, T. Williams)
6. Ebony Variations – 5:29 (H. Werth, T. Williams, T. Connor, K. Gemmell)
7. Priestess – 6:14 (K. Gemmell, T. Connor)
8. Friend's Friend's Friend – 3:28 (H. Werth, T. Williams)
9. The Big Spell – 3:03 (H. Werth, T. Williams) – Bonus Track - Mono

## Musicisti
- Howard Werth - chitarra acustica, banjo, voce solista
- Keith Gemmell - sassofoni, strumenti a fiato
- Trevor Williams - basso, tastiere, voce
- Tony Connor - batteria, percussioni, pianoforte